# Carlton (Nottinghamshire)
Carlton – miasto w Anglii, w hrabstwie Nottinghamshire, w dystrykcie Gedling. Leży 2 km na północny wschód od miasta Nottingham i 175 km na północny zachód od Londynu.